# Spawn: In the Demon's Hand
Spawn: In the Demon's Hand es un videojuego desarrollado y publicado por Capcom para Dreamcast y Arcade. Se basa en el personaje de cómic Spawn creado por Todd McFarlane y producido por Image Comics. Se planeó un port para la PlayStation 2 como título de lanzamiento, pero luego se canceló.

## Trama
Al Simmons era un operativo militar que fue asesinado por su superior, Jason Wynn, y luego enviado al infierno por su trabajo anterior como asesino. Cinco años después de su muerte, Simmons hace un trato con el demonio Malebolgia para resucitarlo de la muerte como un engendro del infierno para poder ver a su esposa, Wanda, de nuevo. Sin embargo, pronto descubre que su esposa, en los cinco años que estuvo muerto, se había casado con su mejor amigo, Terry Fitzgerald.

## Jugabilidad
Este juego incluye tres modos:
- Modo Boss Rush: el modo principal del juego. Los jugadores deben derrotar a los jefes en cada etapa dentro del límite de tiempo para ganar puntos.
- Modo de batalla en equipo: los jugadores deben derrotar al equipo oponente para ganar.
- Battle Royale: los jugadores deben derrotar a todos los enemigos para ganar.

El juego presenta treinta y siete personajes jugables en general, incluidos once personajes jugables principales del lanzamiento de arcade, así como múltiples personajes ocultos.

## Recepción
Greg Orlando reseñó la versión para Dreamcast del juego para Next Generation, calificándola con una estrella de cinco, y declaró que "la falta de decoro nos permite solo comentar que este juego sería más apropiado el subtítulo 'From Capcom's Rectum'".
La versión de Dreamcast recibió críticas "mixtas" según el agregador de reseñas Metacritic. Es juzgado como el mejor juego de Spawn, aunque no logró altas tasas en GameSpot y IGN, especialmente debido a problemas con la cámara y la IA. En Japón, "Famitsu" le dio una puntuación de 31 sobre 40.